# Jocul de-a măcelul
Jocul de-a măcelul (franceză: Jeux de massacre) este o piesă de teatru absurd scrisă în limba franceză de Eugen Ionescu.  Piesa a fost compusă în anul 1970.  